# 哈里森 (喬治亞州)
哈里森（英語：Harrison）是一個位於美國喬治亞州華盛頓縣的城鎮。

## 地理
哈里森的座標為32°49′32″N 82°43′28″W / 32.82556°N 82.72444°W，而該地的平均海拔高度為125米（即410英尺）。

## 人口
根據2010年美國人口普查的數據，哈里森的面積為4.60平方千米，當中陸地面積為4.50平方千米，而水域面積為0.10平方千米。當地共有人口489人，而人口密度為每平方千米106人。